# Локтев (Ростовская область)
Локтев — хутор в Миллеровском районе Ростовской области. Входит в состав Первомайского сельского поселения.

## География
На хуторе имеется одна улица: Овражная.

## Население
| 2010 |
| ---- |
| 38   |